# Alexander (Kansas)
Alexander è un comune degli Stati Uniti d'America, situato nello Stato del Kansas, nella contea di Rush.